# Towanda (Pennsylvania)
Towanda is een plaats (borough) in de Amerikaanse staat Pennsylvania, en valt bestuurlijk gezien onder Bradford County.

## Demografie
Bij de volkstelling in 2000 werd het aantal inwoners vastgesteld op 3024.
In 2006 is het aantal inwoners door het United States Census Bureau geschat op 2902, een daling van 122 (-4,0%).

## Geografie
Volgens het United States Census Bureau beslaat de plaats een oppervlakte van
2,9 km², geheel bestaande uit land. Towanda ligt op ongeveer 421 m boven zeeniveau.

## Plaatsen in de nabije omgeving
De onderstaande figuur toont nabijgelegen plaatsen in een straal van 20 km rond Towanda.

## Geboren
- Gregory La Cava (1892-1952), filmregisseur